# Myckelgensjö
Myckelgensjö är en by i Anundsjö socken i Örnsköldsviks kommun. Myckelgensjö ligger vid Myckelgensjösjön i södra Anundsjöåns dalgång. Fram till och med 2005 klassades Myckelgensjö som en småort.

## Befolkningsutveckling
| Befolkningsutvecklingen i Myckelgensjö 1890–2005                                             | Befolkningsutvecklingen i Myckelgensjö 1890–2005 | Befolkningsutvecklingen i Myckelgensjö 1890–2005 | Befolkningsutvecklingen i Myckelgensjö 1890–2005 | Befolkningsutvecklingen i Myckelgensjö 1890–2005 |
| -------------------------------------------------------------------------------------------- | ------------------------------------------------ | ------------------------------------------------ | ------------------------------------------------ | ------------------------------------------------ |
|                                                                                              |                                                  |                                                  |                                                  |                                                  |
| År                                                                                           |                                                  |                                                  | Folkmängd                                        | Areal (ha)                                       |
| 1890                                                                                         | 1890                                             |                                                  | 211                                              | *                                                |
| 1960                                                                                         | 1960                                             |                                                  | 266                                              |                                                  |
| 1990                                                                                         | 1990                                             |                                                  | 94                                               | 52#                                              |
| 1995                                                                                         | 1995                                             |                                                  | 56                                               | 32#                                              |
| 2000                                                                                         | 2000                                             |                                                  | 53                                               | 31#                                              |
| 2005                                                                                         | 2005                                             |                                                  | 50                                               | 31#                                              |
| Anm.: Upphörde som tätort 1965. Upphörde som småort 2010. * Som by/bebyggelse. # Som småort. |                                                  |                                                  |                                                  |                                                  |

## Näringsliv
Jord- och skogsbruk utgör grunden för Myckelgensjös näringsliv med bland annat en stor enhet för boskapsskötsel. Under turistsäsong bidrar turism och det finns en campingplats för framför allt husvagnar och bobilar. I byns centrala delar finns lanthandel, medan skolan har avvecklats.
Myckelgensjö lanthandel var tidigare en Konsumbutik. År 1939 etablerade Anundsjö kooperativa handelsförening en filial i en för ändamålet uppförd byggnad. Den 31 december 2004 lade efterföljaren Konsum Nord ner affären. Då hade byborna redan grundat Myckelgensjö lanthandel ekonomisk förening som tog över verksamheten. Affären drevs därefter vidare av föreningen som en Handlar'n-butik.

## Sevärdheter

### Gammelgården
Gammelgården räknas som en av landets bäst bevarade genuina gamla bondgårdar med anor från 1600-talet, eventuellt redan från 1500-talet. Gården är belägen centralt i bygden i ett öppet landskap och består numer av 28 byggnader av ursprungligen ett trettiotal. Flera av gårdens hus är från 1700- och 1800-talen med dåtida byggskick på knutar, timringsteknik samt inskriptioner. Samtliga byggnader är knuttimrade och de flesta är täckta med näver och takved. På gården finns det en byggnad i stort sett för varje funktion som behövdes i ett stort självhushåll och de är inbördes placerade för att underlätta det löpande dagliga arbetet men också med hänsyn till bland annat brandrisker.
På andra sidan sjön finns en tillhörande fäbod. 
Gården var bebodd fram till 1938 och övertogs sedan av Västernorrlands museum och den är numera byggnadsminne.
Gammelgården syns bland annat i en av de första svenska barnfilmerna Barnen från Frostmofjället som delvis spelades in här med lokalt anställda statister och den förekom även i TV-serierna Träpatronerna och Nybyggarland.

### Långnäset
Långnäset är en sandåsudde vid Myckelgensjösjöns utlopp i sjöns sydöstra del. Den bildades av en jökelälv under inlandsisen för omkring 9 000 år sedan. Då isen smält bort sträckte sig havsfjärdarna ända upp till Myckelgensjö.
På udden finns en samling timrade hus som förts dit under 1900-talet från kringliggande trakter. Det finns bland annat längst ut en fäbodstuga med ladugård och mjölkbodar. Fynd har hittats från stenåldern på denna plats, bland annat en yxa (4 000-5 000 år gammal) som visar på kulturlämningar från stenåldern.

### Östalbodarna
Östtalbodarna ligger i sydöstra delen av Myckelgensjösjön på andra sidan sjön i förhållande till byn. Namnet kommer av att de tillhörde den östra delen av Myckelgensjö. De välbevarade Östalbodarna användes från 1860-talet fram till 1951 och var den sista fäbovallen som brukades i Anundsjö. Sommartid fördes korna ut till fäbodvallen för skogsbete, då marken hemomkring användes för odling av vinterfoder och brödsäd. Det var unga kvinnor som följde djuren för att ta vara på och förädla mjölken till framför allt smör men även ost. Östalbodarna låg så nära hembyn, att kvinnorna kallades temporärt hem för slåtter och skördetid innan de återvände för att återkomma till hösten med djuren och tillverkade produkter.
Ett av fähusen, på Östalbodarna, har gjorts om invändigt och är nu en raststuga medan övriga hus är privata.
I Bölesån intill fäbodarna finns en flottningsränna, som är byggd av huggen och kallmurad sten.

### Fångstgropar
Ungefär 1 km innan sjön utefter vägen från Bredbyn, ligger en samling fångstgropar på vänster sida. De användes framför allt till att jaga älg.

## Bildgalleri från Gammelgården

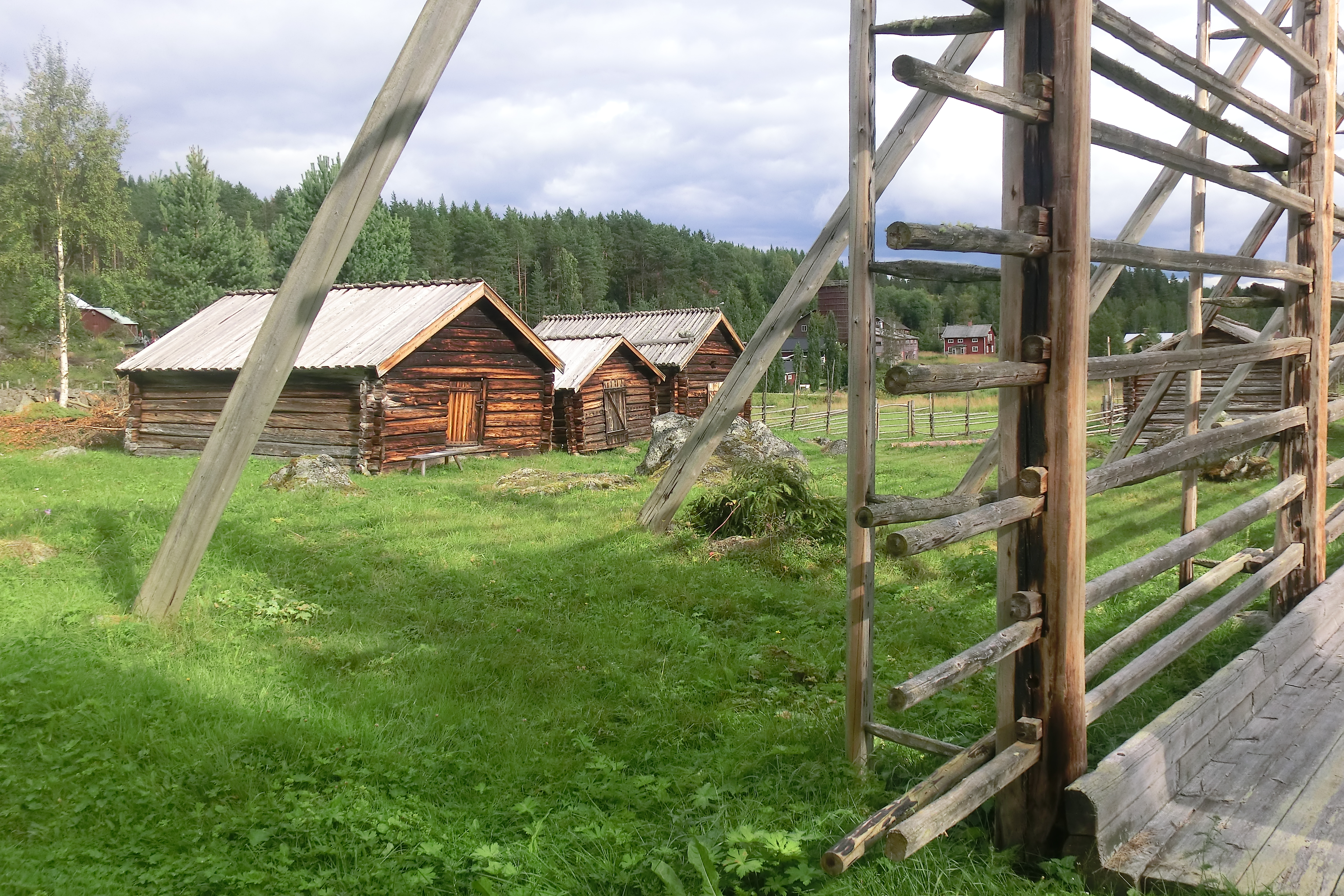
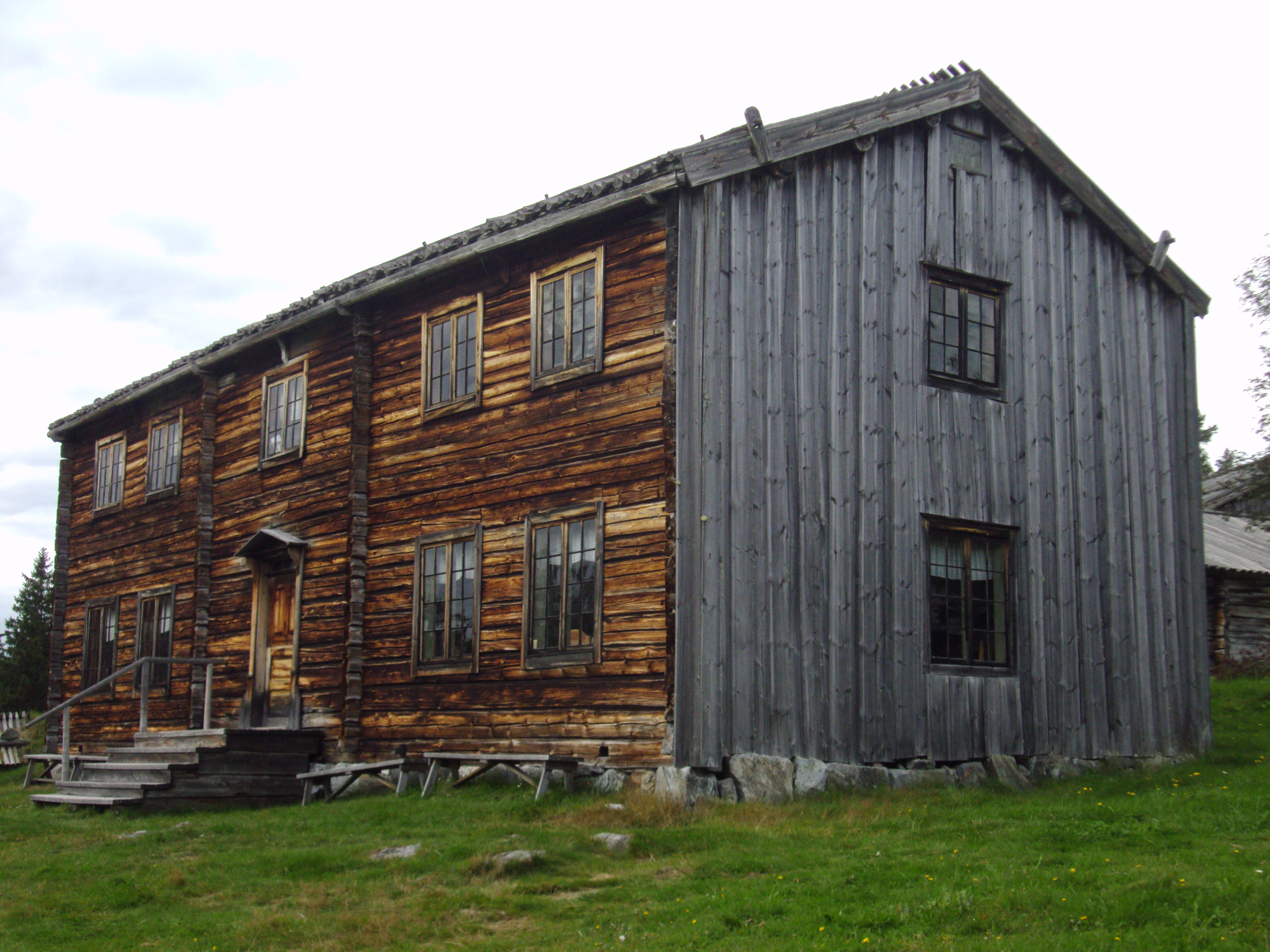
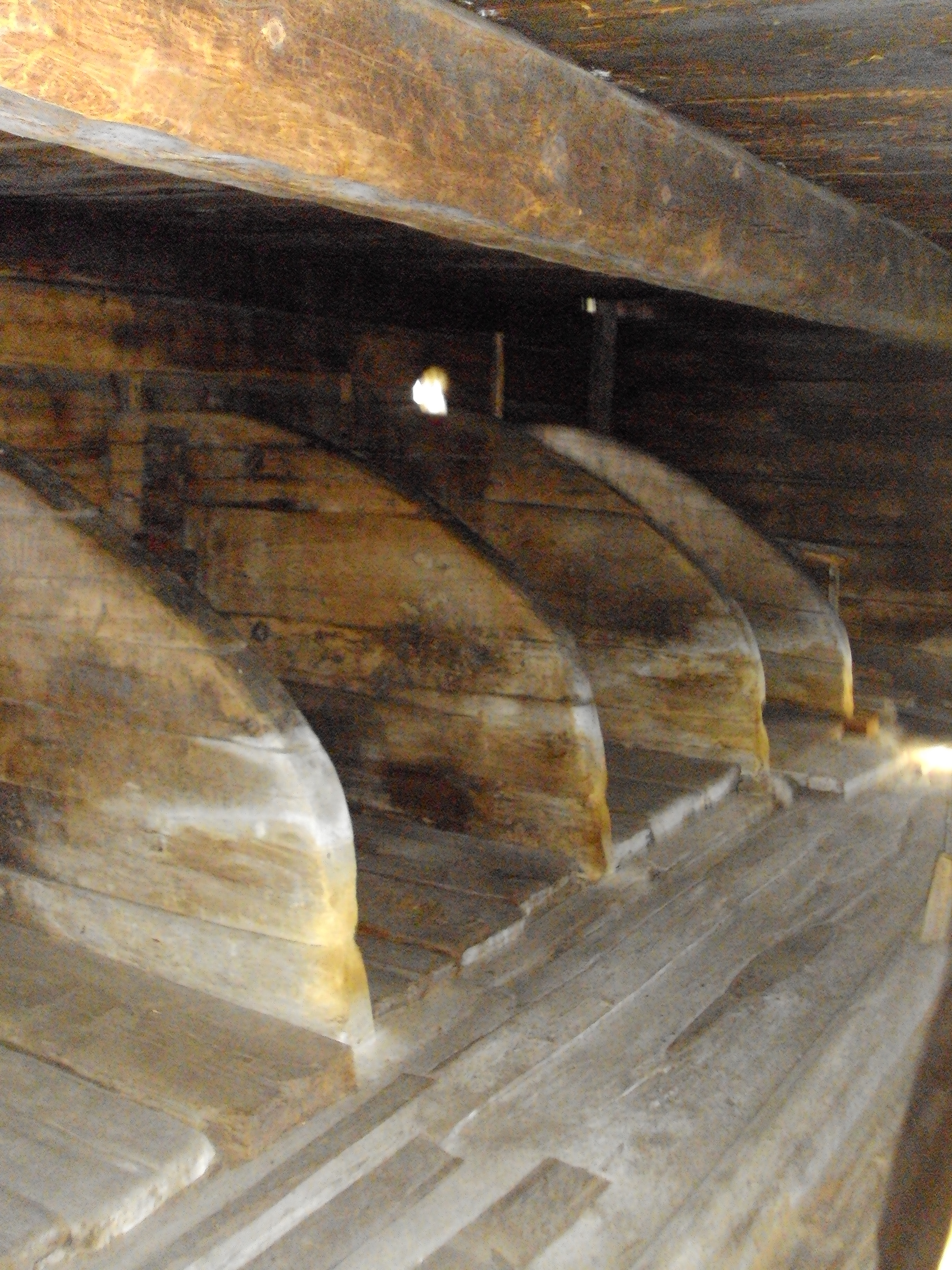
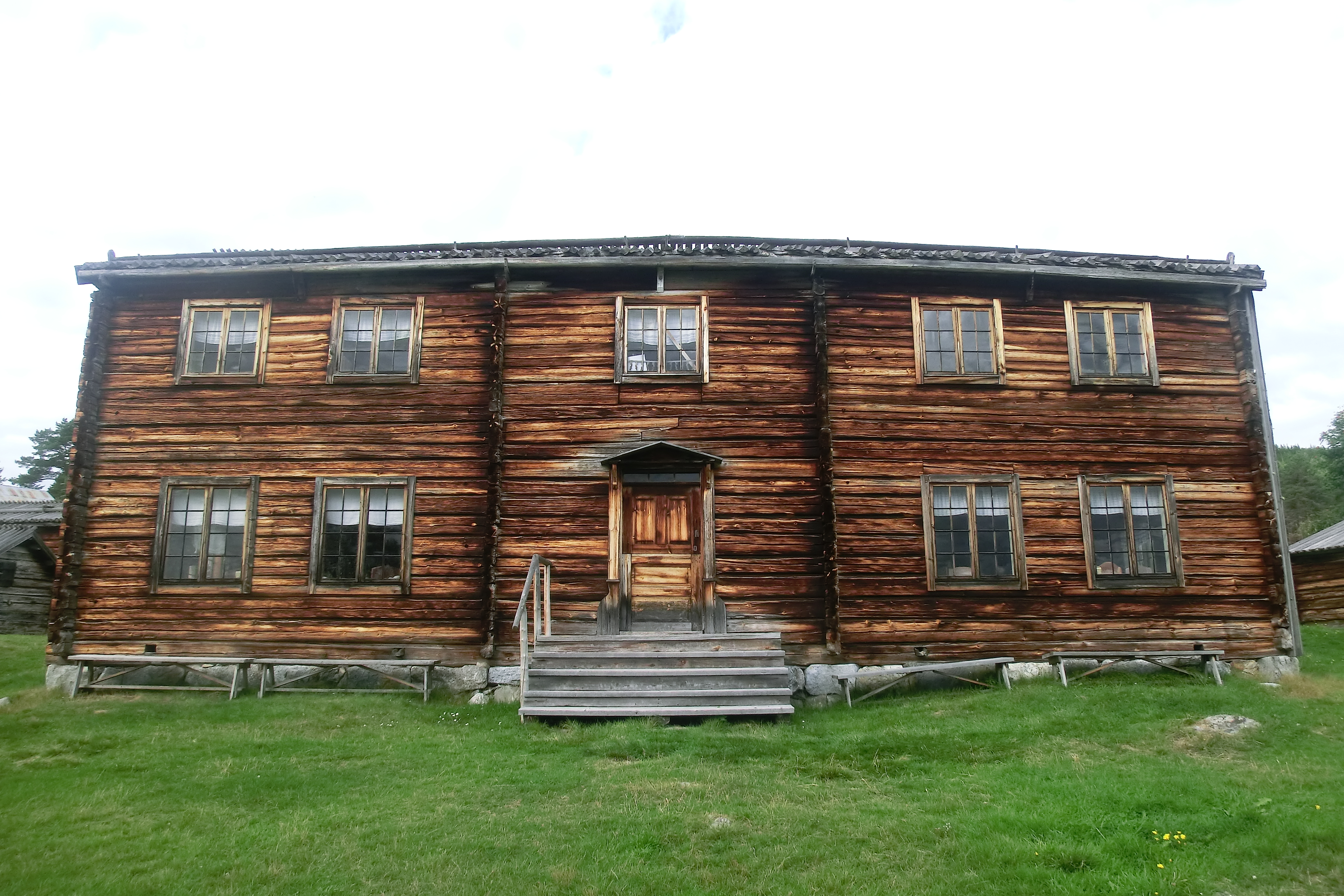
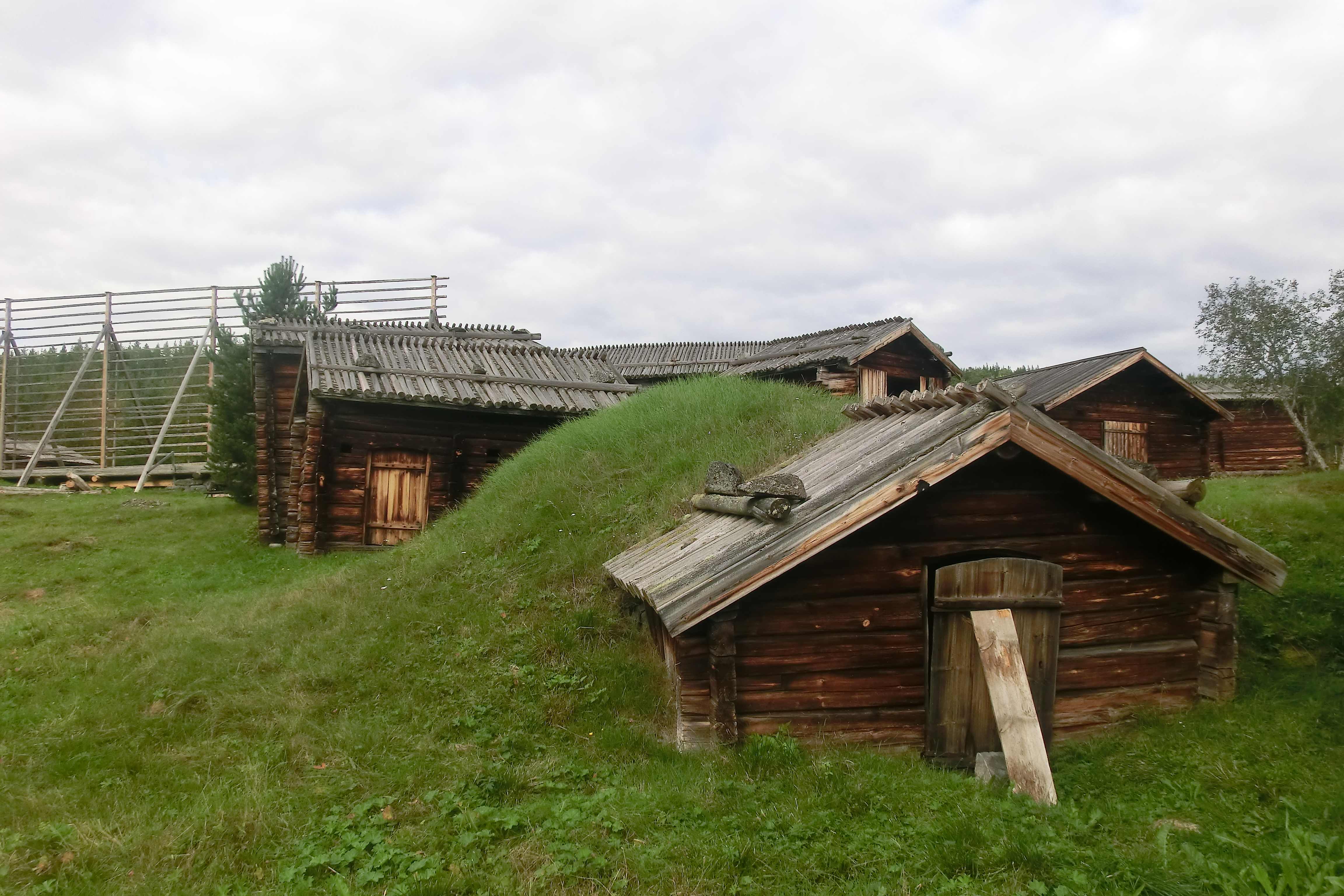